# Periodo predinástico de Egipto

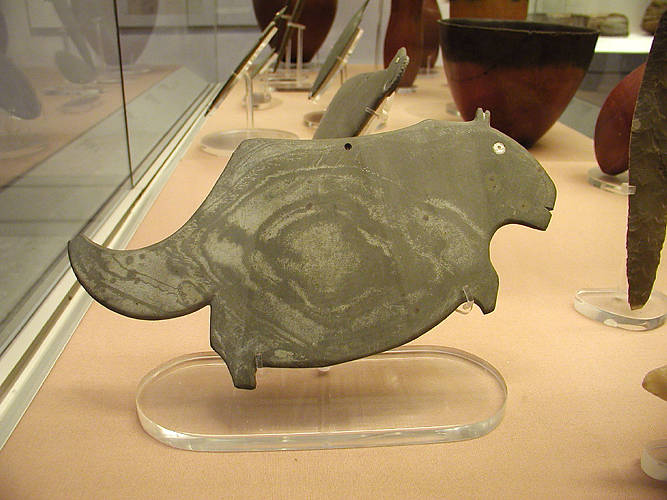
Paleta cosmética con forma de hipopótamo (Nagada I).

Con el nombre de Periodo predinástico de Egipto se conoce la época anterior a la unificación del valle del Nilo, como también se corresponde con el Calcolítico o Edad del Cobre y en él se establecieron las convenciones artísticas y se pusieron los fundamentos políticos que estructuraron posteriormente el Egipto faraónico.

## El final de las glaciaciones y el Neolítico (6500 — 4000a.C.)
Al terminar la última glaciación entre los años 13.000 y 10.000 a. C. la temperatura empezó a subir gradualmente. El norte de África comenzó a recibir abundantes lluvias, que formaron pastizales, especialmente junto a los lagos que existían en las regiones que actualmente ocupan los desiertos del Sahara (al oeste del Nilo) y Arábigo (al este). El propio valle del Nilo era pantanoso y la humedad muy alta. La presencia de pastizales formados por una gran cantidad de gramíneas (cereales silvestres como el mijo, sorgo y arroz africano) permitió la existencia de una amplia variedad de animales (como los asnos salvajes) y estos atrajeron a los grupos humanos de cazadores-recolectores.
A causa de las lluvias producidas en el área del lago Victoria (fuente del Nilo Blanco), a finales de junio el nivel del río crece, tomando un color verdoso debido al arrastre de restos vegetales de los pantanos y lagos allí situados. Posteriormente se le suman las aguas producidas por el deshielo de las montañas que rodean el lago Tana (origen del Nilo Azul), que traen consigo arcilla rojiza, y el río se desbordaba (actualmente la presa de Asuán lo impide). Terminadas las inundaciones el nivel del río descendía y dejaba amplias áreas cubiertas de limo, compuesto por los sedimentos transportados. Este limo es muy fértil, por lo que los lugares abonados anualmente por él resultaban muy productivos.
Durante la segunda mitad del milenio VI a. C. comenzaron a desarrollarse culturas de carácter neolítico, tanto en el Nilo sudanés (Jartum) como en el Delta (El Fayum, Merimde), con pequeñas aldeas dedicadas a actividades sedentarias de agricultura y ganadería, situadas en zonas elevadas para evitar las inundaciones del Nilo. La presencia de aldeas agrarias es relativamente tardía en Egipto, ya que desde el milenio IX a. C. habían comenzado a aparecer en algunas regiones del Próximo Oriente, tales como la región histórica de Palestina (Jericó), Anatolia oriental (actual Kurdistán turco), y los montes Zagros (actuales Irán e Irak).
En el Bajo Egipto se desarrollaron los complejos culturales de: 
- Merimdé (5000–4100 a. C.), cuyo principal yacimiento está situado en la ribera occidental del delta del Nilo (El-Omari, 4600-4400 a. C.).
- Fayum A (5600-4000 a. C.), en el lado oriental y algo más hacia el suroeste, en El Fayum, junto al lago Birket Qarun. Aquí todavía continuaban siendo seminómadas, ya que, aunque sembraban y cultivaban, se trasladaban de un lugar a otro para buscar nuevas tierras de cultivo, así como de caza y pesca.

En el Alto Egipto la aldea de El-Badari se convirtió en el núcleo de los grupos conocidos como badarienses (4400-3800 a. C.), a los que sucedieron los amratienses o de Naqada I, los gerzeenses o Naqada II (3500-3200 a. C.) y los gerzeenses tardíos, llamados semanienses o Naqada III (3200-3000 a. C.). De todos ellos han quedado testimonios: cerámica y objetos ornamentales, así como herramientas para la caza, pesca y agricultura, aunque ésta estaba menos avanzada que en el Delta.

## El Predinástico Antiguo (ca. 4000 — 3500a.C.)

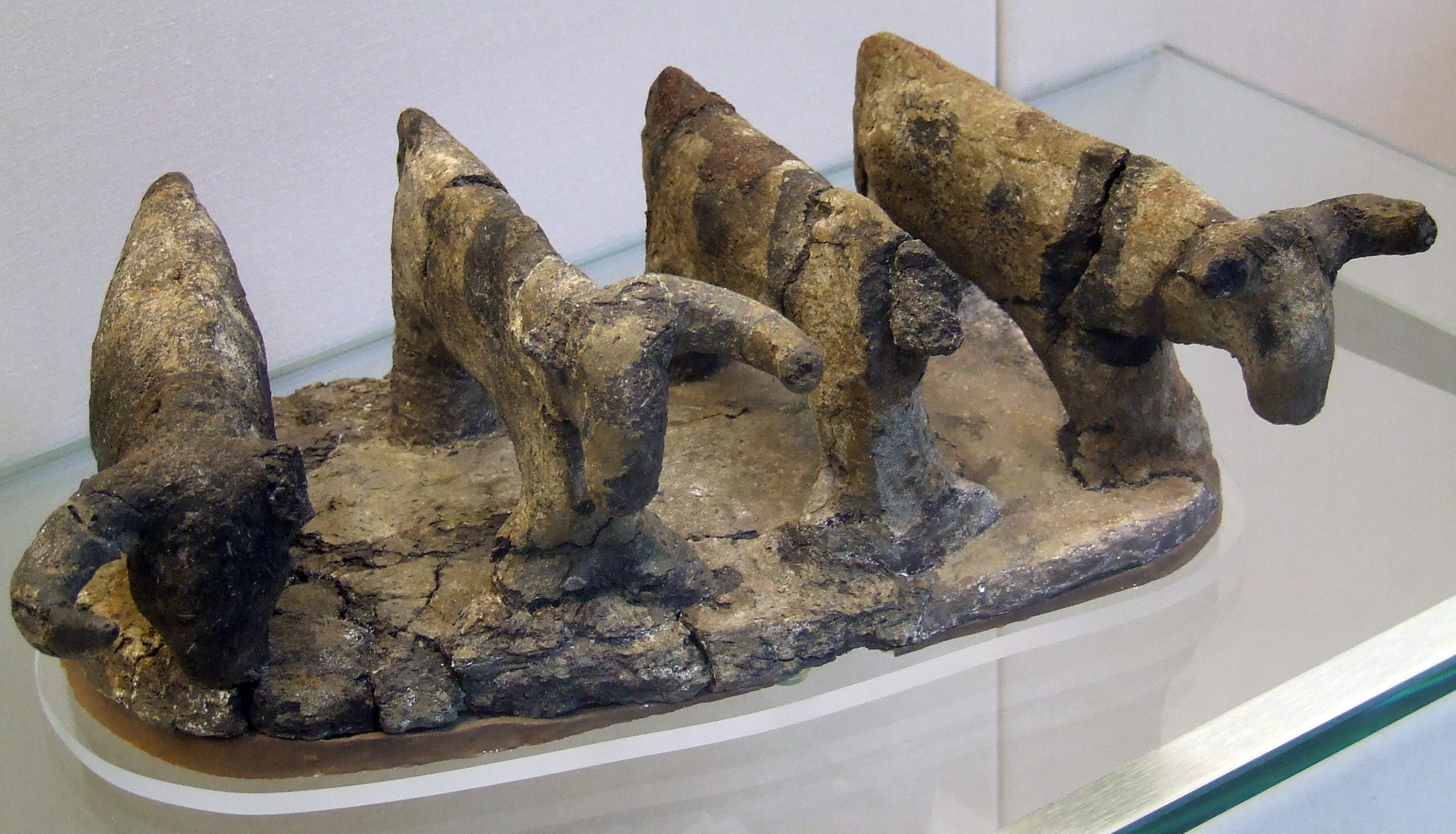
Modelo realizado en arcilla de cuatro bueyes (El-Amra, 3500 a. C.)

Hacia el 4000 a. C., durante la fase final del Badariense, aparecieron en el Alto Egipto los primeros útiles de cobre nativo trabajados en frío. Pero la verdadera metalurgia no se desplegó hasta el final de la fase más antigua de Naqada (Naqada I o Amratiense), cuyo yacimiento epónimo está situada en el Alto Egipto, al sur de El-Badari y de cuyos momentos finales sería contemporánea. Los yacimientos relacionados con este grupo consisten en poblados hechos de barro, dedicados a la agricultura y la ganadería, con necrópolis de tumbas de inhumación colectivas y ajuares funerarios compuestos por paletas de pizarra, armas de sílex y figurillas antropomorfas de barro y marfil.
En el Bajo Egipto apareció la cultura de Maadi (4000-3200 a. C.), continuadora de Fayum A. Durante estos momentos apareció la metalurgia en el Delta, probablemente debido a la relativa proximidad del Oriente Próximo. También se produjo un mayor desarrollo y dependencia de la agricultura, comenzando a dominar las crecidas del río con  diques y canales, lo que permitió un sedentarismo total y la fundación de pequeñas poblaciones, que desembocarían posteriormente en la creación de los nomos. 
Este período se caracteriza por la amplia difusión de la cerámica (arcilla endurecida y cocida), muy pulida y de color opaco o pintada. Se han encontrado objetos decorativos realizados en cobre. Además de la cerámica las clases sociales superiores utilizaban vasijas de piedra pulimentada, ya que, a pesar del uso de metales, en Egipto se siguió utilizando siempre la piedra. En las tumbas de la época se encontró gran cantidad de estos objetos, además de lanzas y flechas, lo que hace suponer que existía la creencia de la vida después de la muerte, muy difundida más tarde. Aparte de los ritos funerarios había ritos agrarios, con el objetivo de obtener la fertilidad de los campos. Justamente en este período se elaboraron estatuillas similares a Hathor, la posterior diosa de la fertilidad y del matrimonio. Esta diosa está representada con cuerpo humano y cabeza y cuernos de vaca. Además del tradicional cultivo de comestibles, se introdujo el lino, con el que se confeccionaron vestimentas. Dentro de los periodos de la cultura egipcia se puede notar una gran uniformidad en el tratamiento diáfano de la arquitectura en cuanto al uso de la luz.

## El Predinástico Medio (ca. 3500 — 3400a.C.)

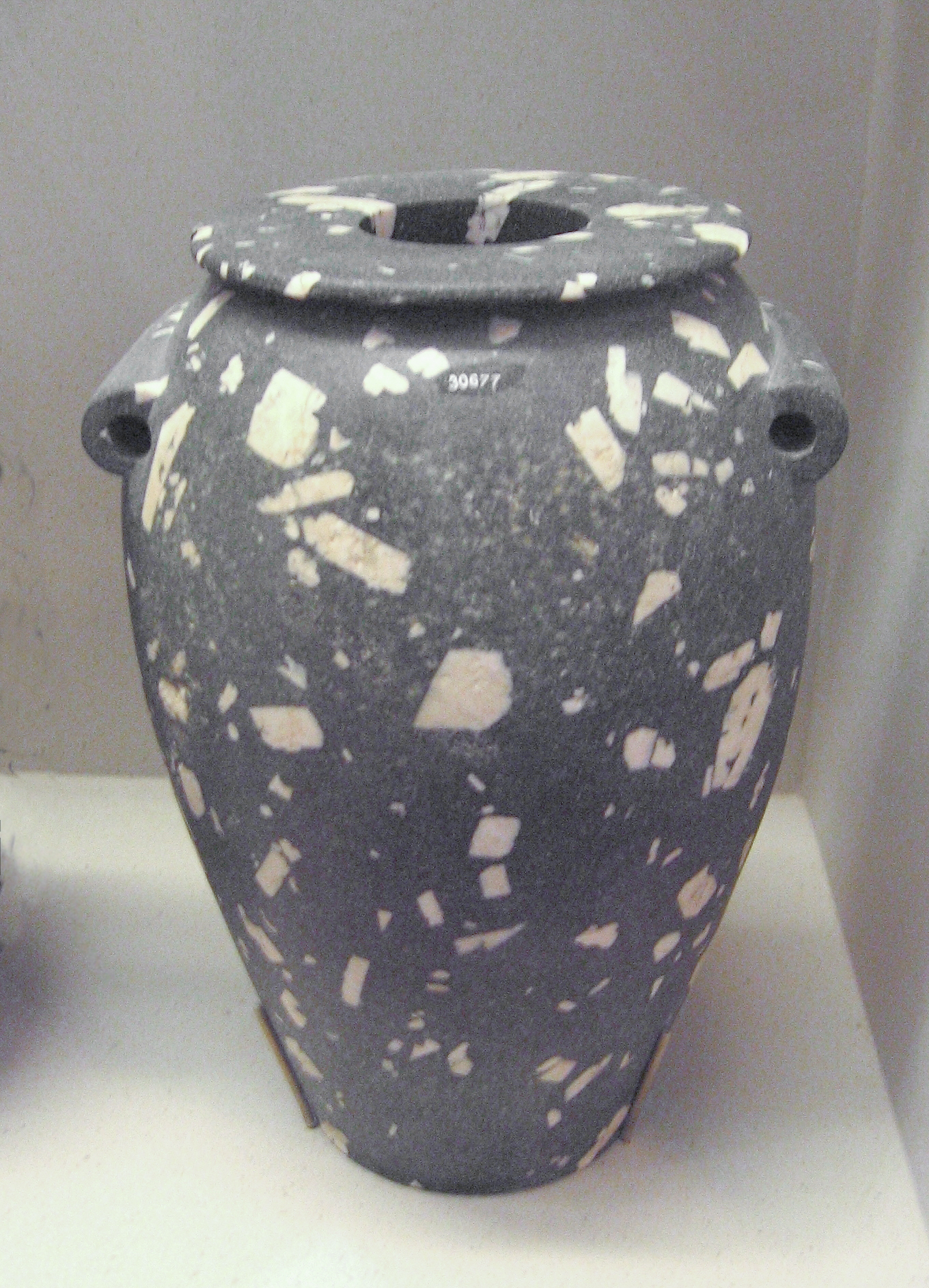
Vasija manufacturada en diorita, Nagada II, ~30 cm.

El Gerzeense o Naqada II (3500-3400 a. C.) sería la fase siguiente, que se extendió por todo el Alto Egipto, expandiéndose hacia el delta y Nubia (el área entre los actuales Egipto y Sudán). Su influencia comercial fue amplia, ya que mantuvo contactos con Libia, Siria, Mesopotamia y Elam. En esta temprana época comenzó a desarrollarse la jerarquización político-social, afianzada posteriormente.
Los principales centros de la cultura gerzeense corresponden a los yacimientos de Naqada II, El-Kab (situada en la zona de la futura capital del reino del Alto Egipto, conocida como Nejen o Hieracómpolis) y Al-Gerzeh. Este estaba situado al norte, a la altura de El-Fayum, y da nombre al período, conocido como gerzeense A. En las cercanías de El-Kab se encontraron los ejemplos más antiguos y primitivos de lo que sería después el templo egipcio. Uno de ellos estaba hecho de adobe y era utilizado para resguardar a un animal sagrado, que recuerda a los animales totémicos que tendrían las distintas ciudades posteriormente, como símbolo local. Además, en el arte cerámico (cerámica pintada) de esta época aparecen imágenes (personas bailando, barcos, animales, plantas, etc) que se asemejan a los futuros emblemas de las ciudades.
Las poblaciones eran algo mayores que en la fase anterior. Las metalurgias del cobre, el oro y la plata estaban firmemente implantadas, produciendo hachas, alabardas y objetos suntuarios. Entre las figuras que aparecen decorando las cerámicas destaca la imagen de la diosa Hathor. Seguían realizándose vasos de alabastro, paletas de pizarra y brazaletes de lapislázuli. Los enterramientos sugieren la existencia de una sociedad estratificada, dominada por una casta sacerdotal que controlaba la religión y la producción agropecuaria.
El otro grupo cultural egipcio del período es el de Maadi en el Bajo Egipto. Se cree que su economía se basaba en el comercio con las sociedades del Levante y en la agricultura, dada la fertilidad de los suelos del delta. Hay evidencias de elementos de población semita, de origen asiático.

## El Predinástico Reciente, Tardío o Protodinástico (ca. 3300 — 3050a.C.)
Esta fase es denominada Semaniense y coincide con los momentos tardíos de los centros de Naqada (Naqada III, la última fase de ocupación) y de Gerzeh (período gerzeense B o tardío). La metalurgia del cobre estaba ya generalizada. Estaban implantados el culto a Seth en el Alto Egipto y a Horus en el delta. Hacia finales de esta fase la élite dominante había creado una administración territorial centralizada de la cual surgiría el estado faraónico.
Nejen o Hieracómpolis (yacimiento de El Kab) se erigió como uno de los principales centros políticos y sus reyes ostentaban simbólicamente la corona blanca del Alto Egipto. Nejeb, población situada en la otra orilla del Nilo, cerca de Nejen, era una ciudad santa consagrada a la diosa buitre Nejbet, símbolo, junto con la corona blanca, de esta monarquía.
La principal población del Bajo Egipto era Buto, situada en una isla del delta occidental, a la cual se la considera heredera de los grupos de Maadi. Los reyes de la ciudad utilizaban como símbolo la corona roja y se situaban bajo la protección de la diosa Uadyet. Busiris, en otra isla más al este, era un próspero centro controlado, probablemente, por una aristocracia comercial que adoptó a Osiris como dios local. Heliópolis era una prestigiosa y poderosa ciudad santa, consagrada al culto solar (su dios local primitivo era Tem, el sol poniente), cuya influencia llegaba incluso hasta el Alto Egipto. Cerca de Heliópolis, en el nacimiento del delta, estaba Letópolis, centro comercial que controlaba el intercambio entre el delta y el curso alto del Nilo.

## La unificación

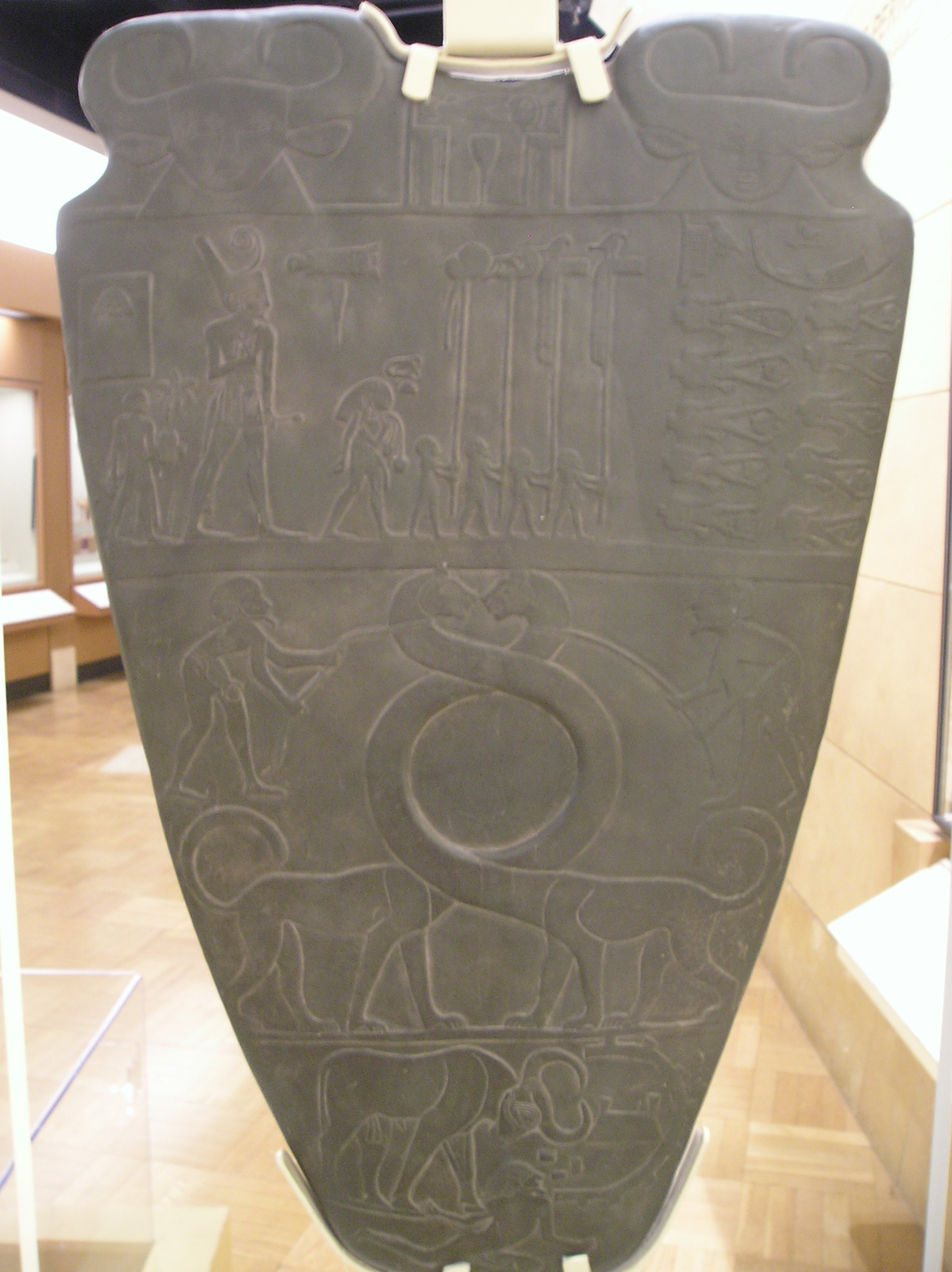
Paleta de Narmer: reproducción en el Museo Real de Ontario, Toronto (Canadá).

La forma en la que se llegó a la unificación de Egipto no está claramente documentada, pero se estima que fueron los reyes de Nejen (Hieracómpolis, en el Alto Egipto), los que se impusieron sobre Buto y las poblaciones del delta.
La tradición egipcia, recogida por Manetón, sostenía que un rey llamado Menes fue el que unificó el país y las Listas Reales de Egipto comienzan por Meni, por lo que se estima que Menes-Meni fue quien unió el país.
Se han hallado diversas paletas, mazas y elementos conmemorativos que aportan algunos datos. Una de ellas, la denominada maza de Horus Escorpión, encontrada en Nejen, representa a un rey llevando la corona blanca, símbolo real de esta ciudad, por lo que se ha deducido que sólo reinaba en el sur ya que no portaba la corona roja de Buto, del Bajo Egipto.
La llamada paleta de Narmer, simboliza, según Gardiner, la unificación de Egipto. Nar-mer, el rey, aparece en uno de sus lados con la corona blanca del Alto Egipto y golpeando con una maza a un hombre arrodillado, que probablemente represente al Bajo Egipto. En la cara opuesta se muestra al rey con la corona roja del Bajo Egipto, supervisando a los enemigos decapitados, y, más abajo, dos animales fantásticos con cuellos entrelazados, posiblemente, símbolo de la unión. La interpretación comúnmente adoptada es que Narmer logró la victoria sobre el Bajo Egipto y unificó todo el valle. 
No está dilucidado si Horus Escorpión y Narmer son dos formas de referirse al mismo rey. Lo mismo sucede con un tercer soberano, Aha. Lo más aceptado es que son tres gobernantes diferentes, siguiendo el orden cronológico: Horus Escorpión (II), Narmer y Aha.

## Cronología
Primeros periodos, épocas y culturas del Antiguo Egipto.
| Periodo                | Época (+ 100 años)   | Fase                       | Cultura               |
| ---------------------- | -------------------- | -------------------------- | --------------------- |
| Paleolítico egipcio    | Antes de 8000 a. C.  |                            |                       |
| Epipaleolítico egipcio | c. 8000 - 5200 a. C. | Fayum B, Nabta Playa       |                       |
|                        | c. 5000 - 4100 a. C. | Merimde                    |                       |
|                        | c. 4600 - 4400 a. C. | Omari                      |                       |
|                        | c. 4400 - 4000 a. C. | Badari                     |                       |
|                        | c. 4000 - 3300 a. C. | Madi                       |                       |
|                        |                      |                            |                       |
| Predinástico Alto      | c. 4000 - 3500 a. C. | Fayum, Merimde, Badariense |                       |
|                        | c. 4000 - 3500 a. C. | Amratiense                 | Naqada Ia - Ib        |
| Predinástico Medio     | c. 3500 - 3400 a. C. | Gerzense Alto              | Naqada Ic - IIa - IIb |
| Predinástico Bajo      | c. 3500 - 3400 a. C. | Gerzense Medio             | Naqada IIc            |
|                        | c. 3400 - 3300 a. C. | Gerzense Bajo              | Naqada IId1 - IId2    |
| Protodinástico         | c. 3300 - 3050 a. C. | Semaniense                 | Naqada IIIa1 - IIIc1  |
| Periodo Arcaico        | c. 3050 - 2890 a. C. |                            | Naqada III            |